# Terremoto de Hawái de 2006

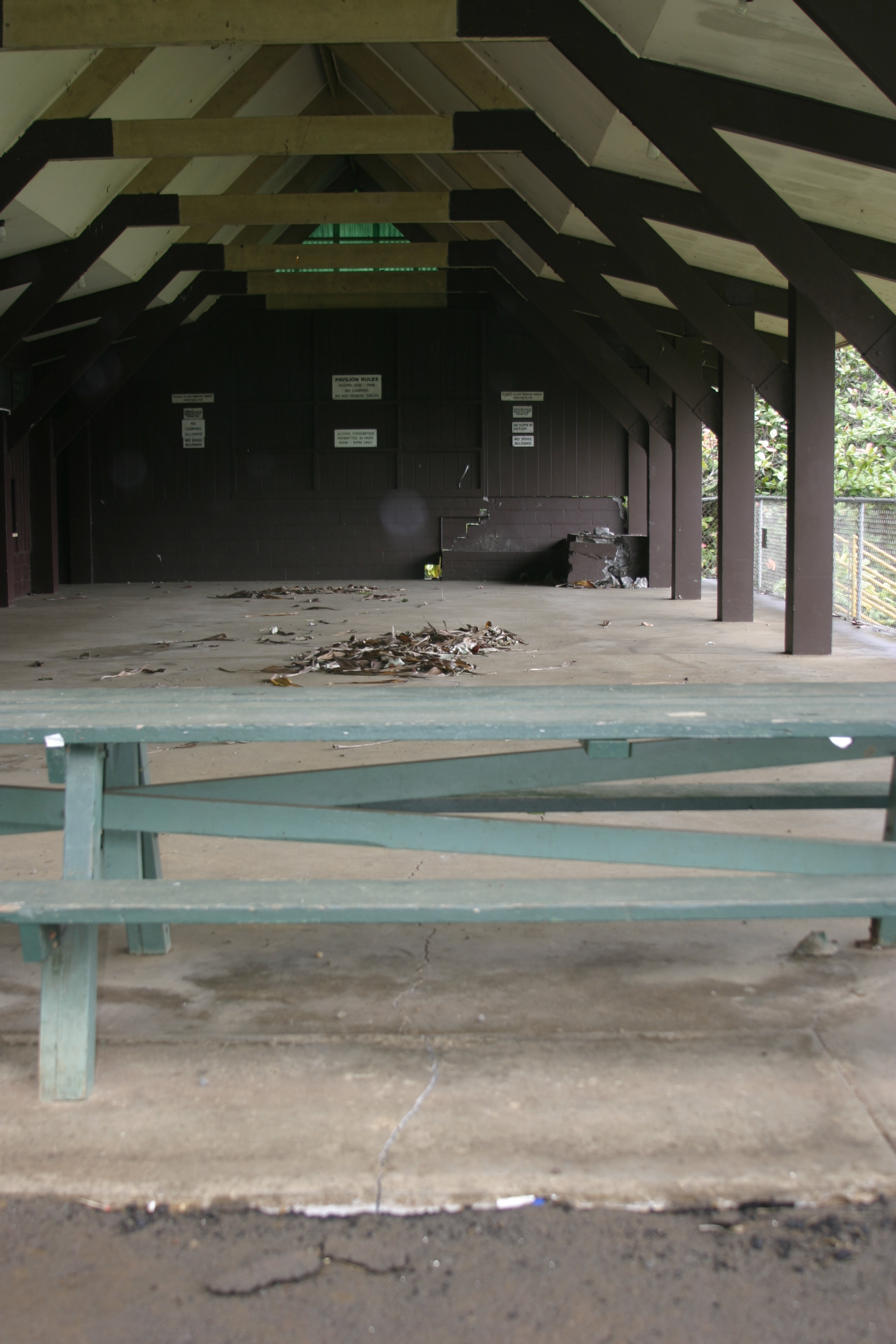
Daños en un pabellón del Parque Kokea Beach.

El terremoto de Hawái de 2006 fue un terremoto registrado el 15 de octubre de 2006 a las 07:07 hora local (UTC-10). Su epicentro se ubicó a 21 kilómetros del Aeropuerto de Kona, en el pueblo de Kailua-Kona. El sismo alcanzó una magnitud de 6,7 grados en la escala de Richter a una profundidad de 30 kilómetros.

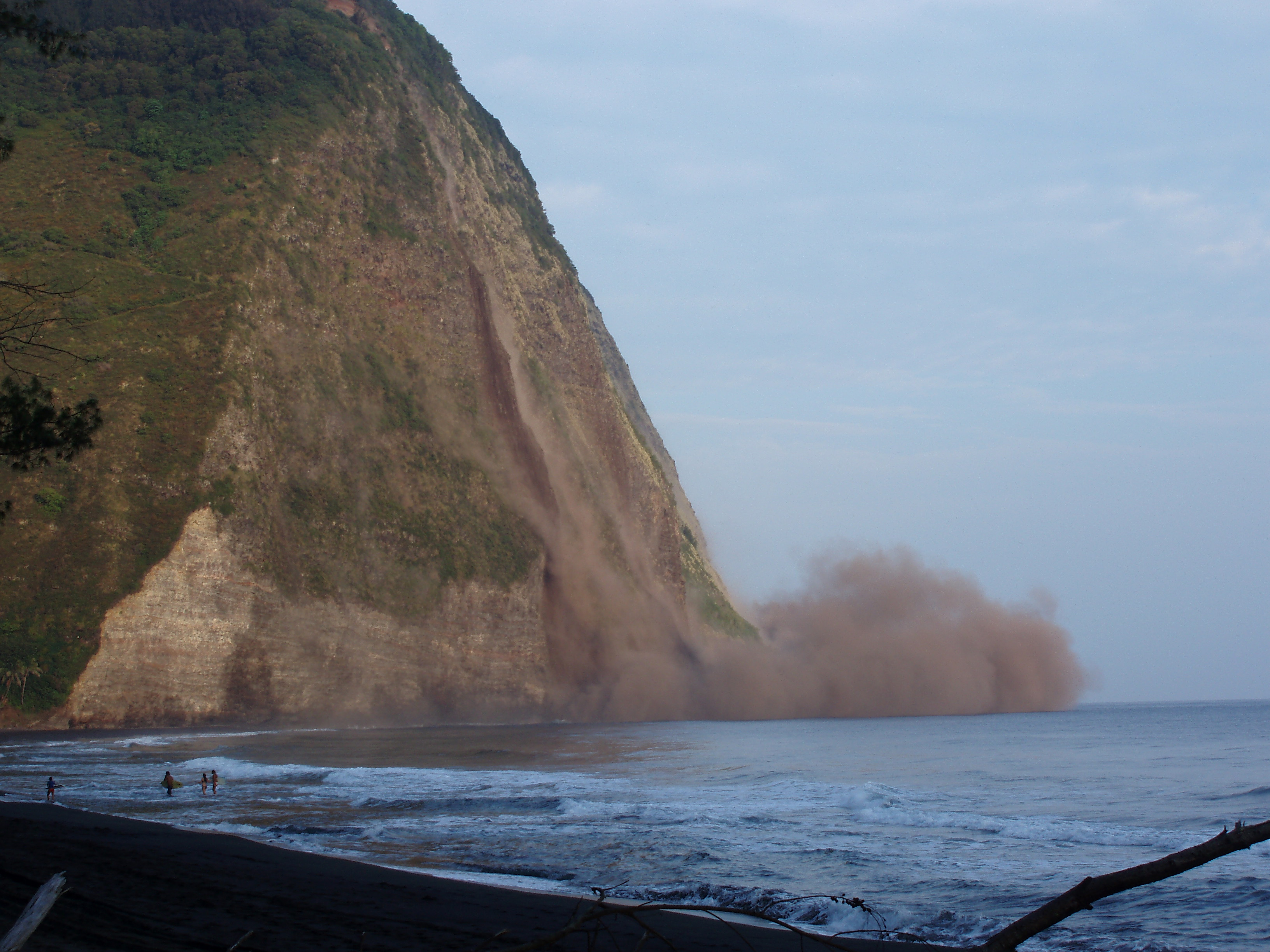
Derrumbe en un cerro costero en el valle de Waipiʻo.

Las réplicas sacudirían posteriormente al área afectada, siendo la más fuerte la ocurrida tan solo 10 minutos después con una magnitud de 5,9 grados de magnitud. El Centro de Alerta de Tsunamis del Pacífico dijo que una ola de 10 cm se registró en la isla de Hawái.
De acuerdo a la escala de Mercalli, que mide daños, alcanzó una intensidad de VII-VIII en Kailua-Kona, VI en Maui y V en Oahu.

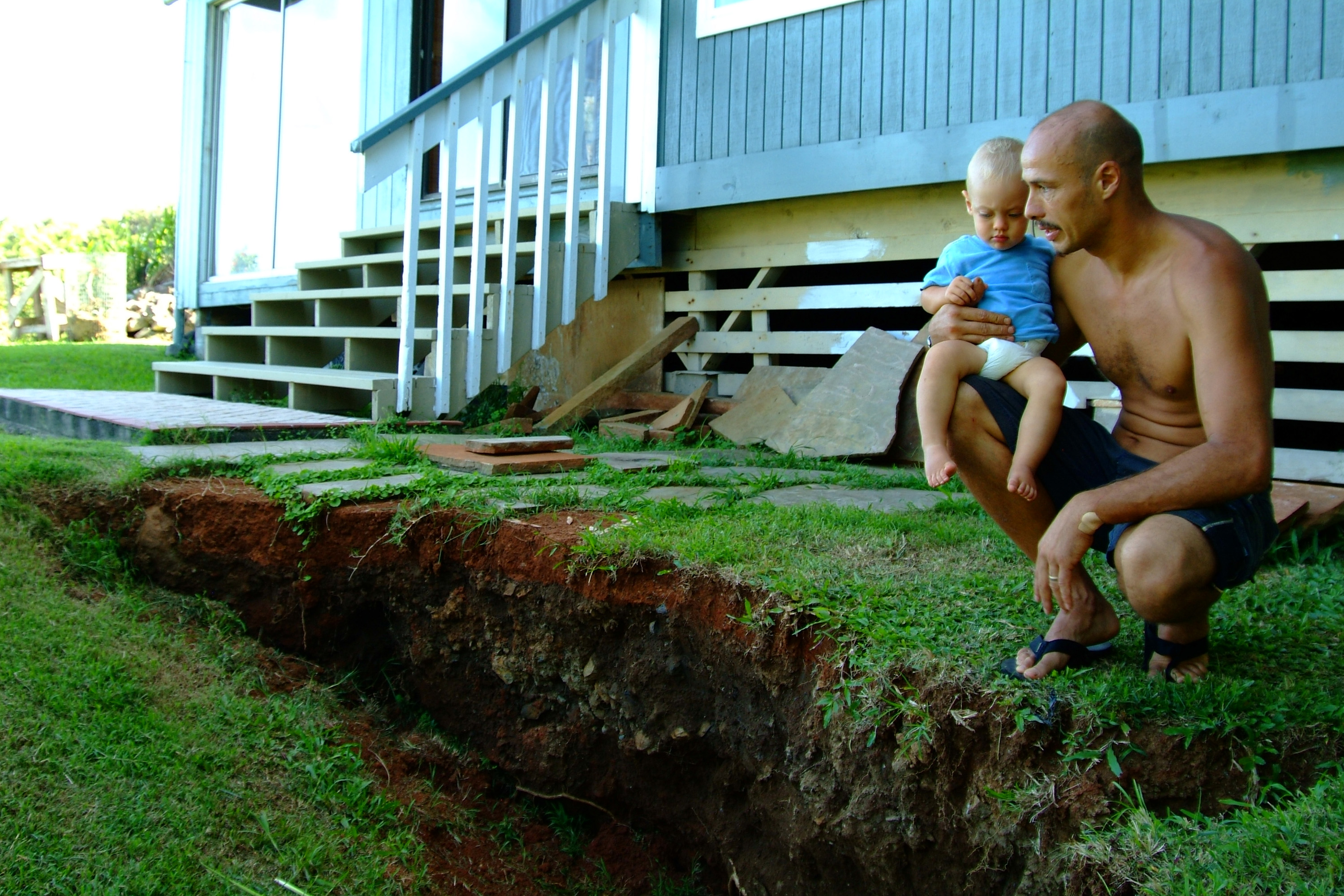
Ruptura por terremoto en el jardín de una casa en Kapaau.

El terremoto produjo deslizamientos de tierra, daños a la propiedad pública y privada, cortes de energía y el cierre del Aeropuerto de Kona, además de varios heridos.
La gobernadora de Hawái declaró el estado de emergencia en todo el estado.

## Daños
Los daños más graves fueron registrados en el noroeste del estado. En Kailua un sinnúmero de casas resultaron con grietas y ventanas rotas y más de 60 edificios, entre ellos el Hospital de Kona, tuvieron daños estructurales. El daño fue estimado en 200 millones de dólares.
El Mauna Kea Beach Hotel sufrió daños estructurales en el ala sur y la última planta se vino abajo. El hotel tuvo que cerrar al ser considerado inseguro y con riesgo de derrumbe. El hotel volvió a funcionar en 2008 tras una inversión de US$ 150 millones en reparaciones. En tanto, el cercano hotel, Hapuna Prince fue evacuado por los daños estructurales e inundaciones que presentaba producto del rompimiento de cañerías.
Varias carreteras tenían profundas grietas y algunos puentes colapsaron, obligando a los equipos de rescate a trabajar arduamente en reparar las calles, en medio de los incontrolables deslizamientos de tierra que persistían días después del terremoto.
Una iglesia de Kohala fue destruida horas después producto de las grietas estructurales que presentaba en sus muros de piedra. 
El Observatorio Mauna Kea tuvo daños en sus telescopios que no fueron restaurados hasta 2007.
- Datos: Q3088738
- Multimedia: 2006 Hawaii earthquake / Q3088738